# Кучеров, Вадим Петрович
Вадим Петрович Кучеров — советский, узбекистанский и российский авиаконструктор, генеральный директор Ташкентского авиационного производственного объединения имени В. П. Чкалова (1996—2006). Доктор технических наук, профессор, автор научных публикаций.

## Биография
Родился 7 сентября 1941 года в городе Арамиль Свердловской области в семье летчика-инструктора.
Окончил Куйбышевский авиационный институт в 1966 году с получением квалификации инженера-механика.
Работал на лётно-испытательной станции Ташкентского авиационно-производственного объединения им. В. П. Чкалова (ТАПОиЧ).
С 1970 года начальник цеха сборки Ил-76. В последующем — начальник лётно-испытательной станции, начальник специализированного производства крыльев для Ан-124, Ан-225 и Ан-70. С 1989 года — заместитель генерального директора по производству, с 1993 — главный инженер ТАПОиЧ.
С 1996 года генеральный директор Ташкентского авиационного производственного объединения имени В. П. Чкалова. Участвовал в создании Ил-114Т и в работах по модернизации Ил-76.
В 2005 г. под его руководством вышла в серию модификация самолёта Ил-76 с двигателями ПС-90 по заказу авиакомпании «Волга-Днепр» — Ил-76ТД-90ВД.
С 2007 года жил в Москве, работал в должности заместителя Генерального директора — директора производства возглавил на «Иле» работу по ремонту самолётов Ил-76.
С 2013 года советник заместителя гендиректора по персоналу и административному управлению, советник генерального директора в Авиационном комплексе им. С. В. Ильюшина.
Умер 14 сентября 2018 года в Москве. Похоронен на Троекуровском кладбище.

## Награды и звания
- Заслуженный работник промышленности Республики Узбекистан (26 августа 1996 года)[3]
- Орден «Мехнат шухрати» (21 мая 2003 года)[4]
- Орден Трудового Красного Знамени
- Знак «Почётный авиастроитель»